# Solenonotus
Solenonotus is een geslacht van wantsen uit de familie bloemwantsen (Anthocoridae). Het geslacht werd voor het eerst wetenschappelijk beschreven door Odo Reuter in 1871.

## Soorten
Het genus bevat de volgende soorten:

- Solenonotus angustatus Poppius, 1913
- Solenonotus canaliculatus Champion, 1900
- Solenonotus nigromarginatus Champion, 1900
- Solenonotus sulcifer (Stål, 1860)